# SDL Trados
 (août 2015).
Si vous disposez d'ouvrages ou d'articles de référence ou si vous connaissez des sites web de qualité traitant du thème abordé ici, merci de compléter l'article en donnant les références utiles à sa vérifiabilité et en les liant à la section « Notes et références ».

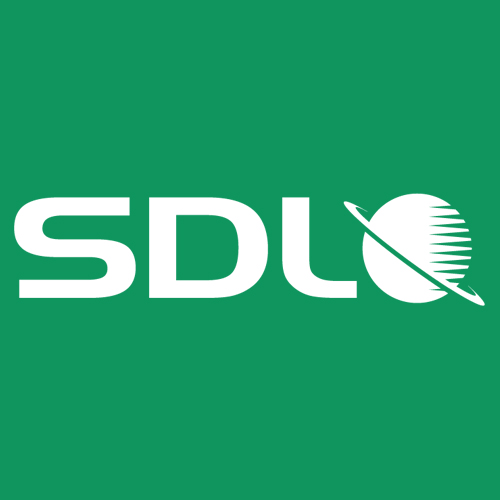

SDL Trados est une suite logicielle de traduction assistée par ordinateur (TAO), développé à l'origine par Trados GmbH. Depuis 2005 Trados fait partie du groupe SDL plc, un fournisseur de solutions cloud pour la gestion de l'expérience client.
SDL Trados Studio, le principal logiciel de la suite SDL Trados, est le leader du marché en matière de logiciels de traduction fourni à toute la chaîne logistique de traduction, y compris chez les traducteurs indépendants, prestataires de services linguistiques, services internes de traduction et établissements universitaires. En 2020, la version la plus récente du logiciel est SDL Trados Studio 2019.
En plus de SDL Trados, SDL développe d'autres logiciels et services permettant d'accroître la productivité en traduction tels que SDL MultiTerm, SDL Passolo et SDL Language Cloud.

## Historique
En 1988, alors que les mémoires de traduction n’en sont qu’à leurs débuts, la société Trados développe la première version d’un logiciel qui deviendra quelques années plus tard, en 1992 Translator’s Workbench.
Le tout premier produit commercialisé par Trados en 1990, avant même la sortie de Translator’s Workbench, est un outil de conception de base de données terminologique : Multiterm.
Vers le milieu des années 1990, l’entreprise développe T Align, le premier outil d’alignement du marché, qui deviendra par la suite WinAlign, présent dans SDL Trados Studio 2007.
Les années suivantes voient de plus en plus d’entreprises concurrentes arriver sur le marché mais Trados réussit à se maintenir jusqu’à son rachat en 2005 par la société SDL.
Le premier produit issu de la collaboration entre Trados et SDL, SDL Trados 2007 Suite, voit le jour en 2007.
Deux ans plus tard, le logiciel SDL Trados Studio 2009 fait son apparition sur le marché. De nouvelles versions sortent en 2011, 2013, 2014, 2015, 2017 et 2019.

## Configuration
SDL Trados Studio fait partie intégrante de la plate-forme des technologies linguistiques SDL, qui comprend :
SDL Trados Studio
L'application principale qui permet d'effectuer ou réviser des traductions en utilisant une mémoire de traduction, de gérer des projets de traduction, d'organiser la terminologie et permet une connexion à un fournisseur de traduction automatique.
SDL MultiTerm
Un outil pour le stockage et la gestion de la terminologie multilingue.
SDL Language Cloud
La plate-forme cloud pour un accès sécurisé à la traduction automatique et manuelle, avec de nouveaux moteurs spécialisés, depuis SDL Trados Studio.
SDL OpenExchange
OpenExchange regroupe la boutique d'applications et le centre de développement de la division 'SDL Language Technologies'. SDL OpenExchange permet de télécharger des applications pour étendre les fonctionnalités du logiciel SDL Trados Studio, ainsi que de rejoindre le programme pour développeurs.